# Nord-Odal
Nord-Odal és un municipi situat al comtat d'Innlandet, Noruega. Té 5.131 habitants (2016) i la seva superfície és de 508 km². El centre administratiu del municipi és el poble de Sand. Forma part del districte tradicional d'Odal.

## Informació general

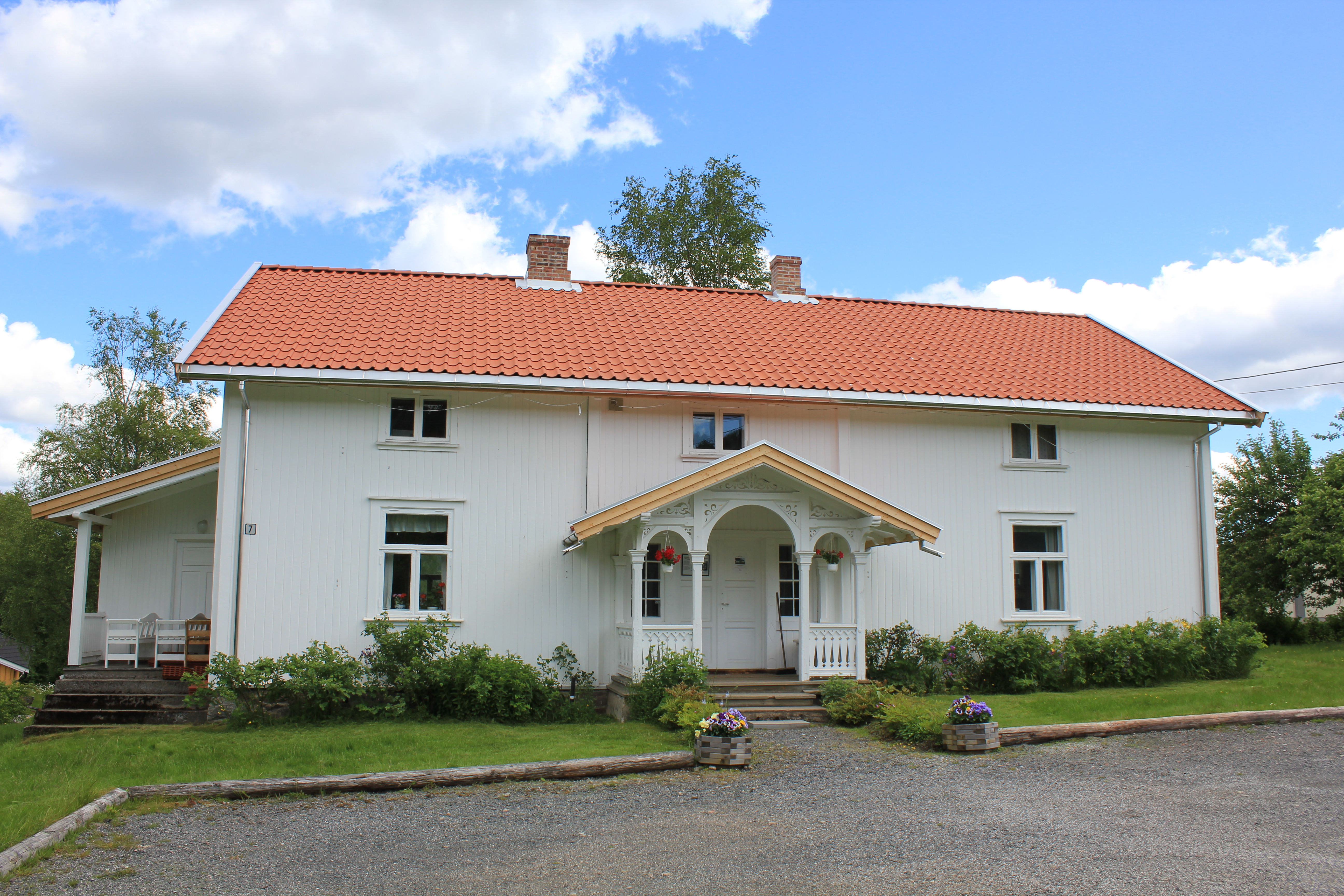
El municipi és ple de casetes separades unes de les altres. A la foto, l'hotel Sigurd.

El municipi de Nord-Odal fou establert l'1 de gener de 1838.

### Nom
L'últim element és l'antic nom del districte d'Odal (en nòrdic antic: Ódalr). El primer element d'aquesta és ó, una forma d'á que significa "riu" (en aquest cas el riu Glomma). L'últim element és darl que significa "vall".
El primer element de Nord- (que significa el mateix que en català) es va afegir el 1819, quan la parròquia d'Odal es va dividir en dues.

### Escut d'armes
L'escut d'armes és modern. Se'ls hi va concedir el 10 de gener de 1992. L'escut mostra dues eines negres sobre un fons d'or. L'escut representa la tradició de la silvicultura i l'explotació forestal del municipi.

## Geografia
Nord-Odal està situat a la riba del llac Storsjøen, limitant al nord amb el municipi de Stange, a l'est amb Åsnes i Grue, al sud amb Sør-Odal i Nes, i a l'oest amb Eidsvoll.

## Fills il·lustres
- Jan Werner Danielsen, cantant.
- Sigurd Hoel, escriptor.
- Lasse Sætre, guanyadora de la medalla de bronze dels Jocs Olímpics d'Hivern de 2002.